# Polnische Squashnationalmannschaft
Die polnische Squashnationalmannschaft ist die Gesamtheit der Kader des polnischen Squashverbandes Polski Związek Squasha. In ihm finden sich polnische Sportler wieder, die ihr Land sowohl in Einzel- als auch in Teamwettbewerben national und international im Squashsport repräsentieren.

## Historie

### Herren
Polen nahm 2013 erstmals und bisher zum einzigen Mal an einer Weltmeisterschaft teil und schloss das Turnier auf Rang 27 ab. Der Mannschaft gelang in sieben Partien zwei Siege. An Europameisterschaften, die jährlich seit 1973 ausgetragen werden, nimmt Polen seit 2009 teil. Zudem war Polen durchgängig Teilnehmer beim European Nations Challenge Cup.

### Damen
Auch die Damenmannschaft debütierte 2009 bei der Europameisterschaft. An Weltmeisterschaften nahm die Mannschaft bislang nicht teil, startete aber wie die Herren bei jeder Auflage des European Nations Challenge Cups.